# Simon Bodenmann
Simon Bodenmann (* 2. März 1988 in Urnäsch) ist ein ehemaliger Schweizer Eishockeyspieler, der zuletzt für die ZSC Lions in der Schweizer National League spielte.

## Karriere

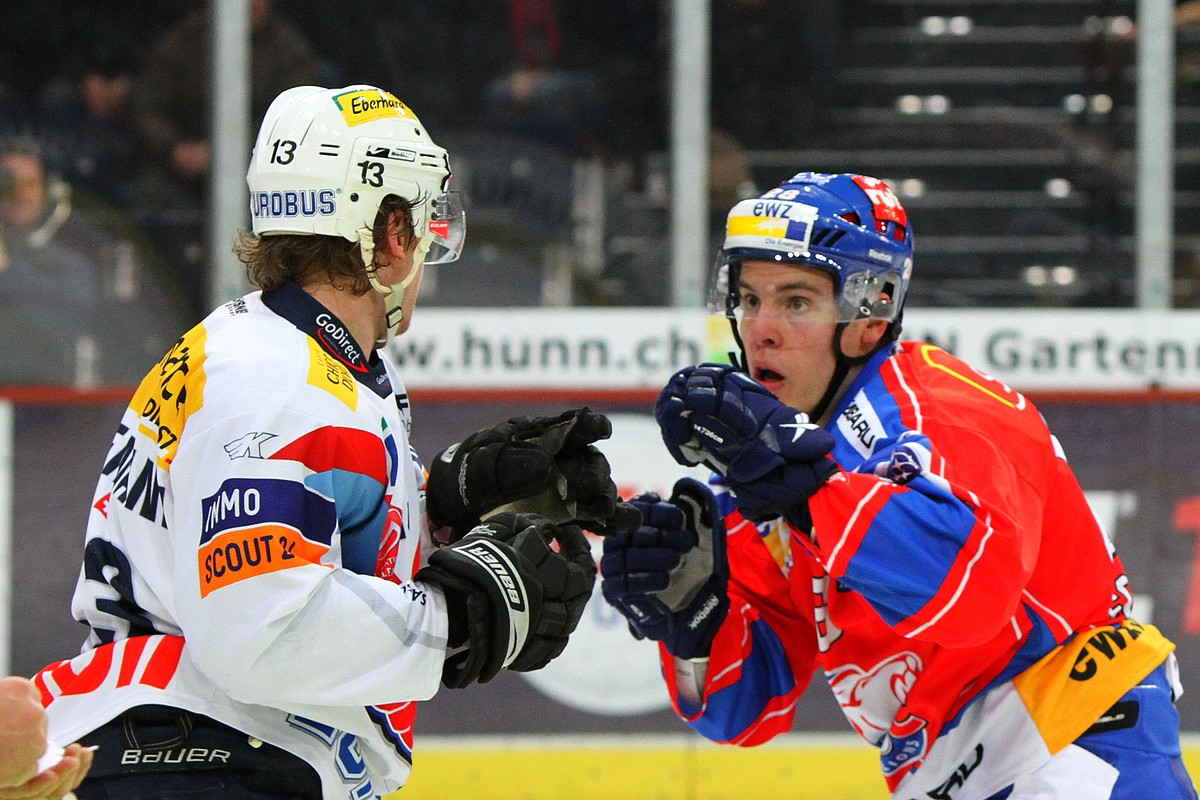
Simon Bodenmann (li.) gegen Philippe Schelling, Dezember 2010

Bodenmann absolvierte seine Juniorenzeit beim EHC Kloten. Am 19. Dezember 2006 debütierte er für die Kloten Flyers in der National League A im Spiel gegen die Rapperswil-Jona Lakers. In der folgenden Saison kam er vermehrt zum Einsatz und wurde zudem an den EHC Winterthur ausgeliehen. Zudem bestritt er Partien für die U20-Nationalmannschaft, welche zu der Zeit in der National League B spielte, sowie auch vereinzelte Spiele für die Elite-A-Junioren. In der Saison 2008/09 absolvierte er wieder einige Einsätze für die Flyers, unter anderem kam er auch zum ersten Mal in einer Play-off-Partie zum Einsatz. Den grössten Teil der Saison verbrachte er allerdings beim HC Thurgau in der National League B. Ab der Saison 2009/10 war er ein fester Bestandteil der NLA-Mannschaft der Kloten Flyers. In der Saison 2010/11 war er hinter Matthias Bieber der zweitbeste Torschütze im Team. Sein Vertrag bei den Kloten Flyers lief 2015 aus.
Im August 2014 unterschrieb er einen Vertrag beim SC Bern, der ihn ab der Saison 2015/16 für drei Jahre an den Club band. Mit dem SCB gewann er 2016 und 2017 jeweils den Schweizer Meistertitel. 
Seit Beginn der Saison 2018/19 stand Bodenmann bei den ZSC Lions unter Vertrag. Nach der Saison 2023/24 beendete er seine aktive Karriere.

### International
Simon Bodenmann spielte im Jahre 2006 für die Schweizer U18-Nationalmannschaft bei den U18-Weltmeisterschaften. Des Weiteren bestritt er drei Spiele für die U20-Nationalmannschaft. Am 9. November 2010 kam er zum ersten Mal in der Herren-Nationalmannschaft der Schweiz zum Einsatz. Bei der Weltmeisterschaft 2013 in Stockholm und Helsinki war er erstmals Teil des WM-Kaders der Nationalmannschaft und errang mit diesem die Silbermedaille.

## Erfolge und Auszeichnungen
- 2013 Silbermedaille bei der Weltmeisterschaft
- 2016 Schweizer Meister mit dem SC Bern
- 2017 Schweizer Meister mit dem SC Bern
- 2024 Schweizer Meister mit den ZSC Lions

## Karrierestatistik

### International
Vertrat die Schweiz bei:
- Weltmeisterschaft der U20-Junioren 2006 der Division I
- Weltmeisterschaft 2013

(Legende zur Spielerstatistik: Sp oder GP = absolvierte Spiele; T oder G = erzielte Tore; V oder A = erzielte Assists; Pkt oder Pts = erzielte Scorerpunkte; SM oder PIM = erhaltene Strafminuten; +/− = Plus/Minus-Bilanz; PP = erzielte Überzahltore; SH = erzielte Unterzahltore; GW = erzielte Siegtore; 1 Play-downs/Relegation; Kursiv: Statistik nicht vollständig)